# Hagges revy
Hagges revy är den allmänna benämningen på de olika revyer som Hagge Geigert gjorde genom åren. Geigert inledde sin karriär som revyförfattare i Uddevalla 1955. Det som från början var en anspråkslös lokalrevy växte och blev allt större. Hagge engagerade stjärnor som Git Gay, Gunnar Wiklund, Nils Poppe och Anita Lindblom med flera. Att han lyckades locka så stora artister till lilla Uddevalla har han själv förklarat med sin förmåga att leverera nyskrivet material till dem.
1965 började Hagge spela revy på Lisebergsteatern i Göteborg. De årliga Haggerevyerna blev långkörare och några sändes i TV. Flera av Hagges revynummer har blivit klassiker till exempel Den närsynte bofinken Knut och Strippan med Eva Rydberg, Sexobjektet med Laila Westersund och Sveriges vackraste röst med Birgitta Andersson. Själv framhöll Hagge gärna sina allvarligare texter som till exempel Splitterkulan som handlade om krigets fasor, fint framförd av Hjördis Petterson i revyn Stadshotellet 1976, och Inger Haymans sång Svedalas Ku Klux Klan som tog ställning mot rasism och främlingsfientlighet. 
Revyerna hade olika titlar som till exempel Blågula Svea, Livet är en bulle och Radio Geigert, men i folkmun hette det bara Hagges revy. Några artister som särskilt kom att förknippas med revyerna var Stefan Ljungqvist, Åke Harnesk, Hans Wahlgren, Gittan Kjell och framförallt Laila Westersund, en komisk primadonna som kunde konsten att lyfta vilket textmaterial som helst. I de flesta revyerna medverkade också Geigert själv, med en ståupp-liknande monolog i slutet av föreställningen.
Curt-Eric Holmquist var kapellmästare i flera av revyerna och bland regissörerna kan nämnas bland andra Börje Nyberg, Mille Schmidt, Sonja Gube och Hans Bergström.
Hagge slutade spela revy 1986 och övergick sedan till att producera farser och komedier, som till exempel Kuta och kör, Hotelliggaren och Omaka par.

## Uddevalla Teater & Folkets Hus 1955-65
- 1955 Stan kring Thordén (Gittan Kjell m.fl.)
- 1956 Bäve hela stan (Gittan Kjell m.fl.)
- 1957 Uddevalla lustgård (Gittan Kjell m.fl.)
- 1958 Inför lykta dörrar (Gittan Kjell m.fl.)
- 1959 Kärleksstrejken (Git Gay, Gittan Kjell m.fl.)
- 1960 Livet i soptunnan (Git Gay, Elisaveta, Bert-Åke Varg m.fl.)
- 1961 Sillidonien (Lissi Alandh, Elisaveta, Lill Lindfors m.fl.)
- 1962 Exstasia (Anita Lindblom, Gus Dahlström, Holger Höglund m.fl.)
- 1963 In i Norden (Gunnar Wiklund, Georg Adelly, Laila Westersund, Gittan Kjell m.fl.)
- 1964 Människor (Anita Lindblom, Gunnar Wiklund, Laila Westersund, Georg Adelly m.fl.)
- 1965 Blågula Svea (Nils Poppe, Laila Westersund, Brita Borg, Gunnar Wiklund m.fl.)

## Lisebergsteatern i Göteborg 1965-86
- 1965 Blågula Svea (Laila Westersund, Brita Borg, Gunnar Wiklund m.fl.)
- 1966 Livet är en bulle (Laila Westersund, Östen Warnerbring, Brita Borg m.fl.)
- 1967 Slaget om Andersson (Inger Juel, Hans Wahlgren, Laila Westersund, Georg Adelly m.fl.)
- 1968 Nöff (Laila Westersund, Georg Adelly, Hans Wahlgren m.fl.)
- 1969 Under täcket (Laila Westersund, Sune Mangs, Ewa Roos m.fl.)
- 1970 Oss jämlikar emellan (Eva Rydberg, Sune Mangs, Arne Källerud m.fl.)
- 1971 Hjärtat i Götet (Sten-Åke Cederhök, Eva Rydberg, Hans Wahlgren m.fl.)
- 1972 Gatans barn (Eva Rydberg, Lars Kühler, Sten Ardenstam m.fl.)
- 1973 Modell 73 (Martin Ljung, Bernt Dahlbäck, Brita Borg m.fl.)
- 1974 Jubileumsrevyn (Berith Bohm, Stig Grybe, Hans Wahlgren m.fl.) Revyn spelades på Restaurang Lorensberg, Lisebergsteatern byggdes om.
- 1975 Hagges revy (Gunilla Åkesson, Åke Harnesk m.fl.) Spelades på Restaurang Lorensberg.
- 1976 Utan en tråd (Siv Ericks, Ted Åström, Eva Bysing m.fl.)
- 1976 Stadshotellet (Jarl Borssén, Hjördis Petterson, Claes Eriksson, Kerstin Granlund m.fl.)
- 1977 Sommarrevyn (Berit Carlberg, Jarl Borssén, Märta Ternstedt m.fl.)
- 1978 Primalrevyn (Laila Westersund, Runo Sundberg, Agneta Lindén m.fl.)
- 1979 In i 80-talet (Laila Westersund, Jarl Borssén, Yan Swahn, Agneta Lindén m.fl.)
- 1980 Jubileumsrevyn (Laila Westersund, Stefan Ljungqvist, Märta Ternstedt, Karin Bergström m.fl.)
- 1981 Revycirkus (Stig Grybe, Berit Carlberg, Laila Westersund m.fl.)
- 1982 Radio Geigert (Laila Westersund, Inger Hayman, Rulle Lövgren, Jörgen Mörnbäck m.fl.)
- 1983 Hagges bar (Laila Westersund, Monica Nielsen, Åke Harnesk, Bo Maniette m.fl.)
- 1984 Hagge Line (Laila Westersund, Christina Stenius, Stefan Ljungqvist, Åke Harnesk, Ulf Källvik m.fl.)
- 1985 Hagges folkpark (Laila Westersund, Johnny Lonn, Hans Wahlgren m.fl.)
- 1986 Hagges Stassteater (Berit Carlberg, Stefan Ljungqvist, Åke Harnesk, Sonja Hildings m.fl.)

## Sommarrevyer i Visby 1960-62
Hagge Geigert satte även upp tre sommarrevyer i Visby i början av 1960-talet. Det var här som Birgitta Andersson slog igenom med 
Sveriges vackraste röst.
- 1960 Hagges ruinspel (Åke Söderblom, Git Gay, Birgitta Andersson m.fl.)
- 1961 Atterdags (Åke Söderblom, Elisaveta, Bert-Åke Varg, Gun Jönssonm.fl.)
- 1962 Tredje resan (Gus Dahlström, Holger Höglund, Maude Adelson m.fl.)